# Тущыбек
Тущыбек (каз. Тұщыбек) — село в Мангистауском районе Мангистауской области Казахстана. Административный центр сельского округа Отпан. Находится примерно в 15 км к западу от села Шетпе, административного центра района. Код КАТО — 474644100.

## Население
В 1999 году население села составляло 258 человек (136 мужчин и 122 женщины). По данным переписи 2009 года, в селе проживало 258 человек (135 мужчин и 123 женщины).

## Галерея
- Тущыбек
- Начальная школа
- Тущыбек
- Тущыбек
- Тущыбек